# 自転車歩行者専用道路

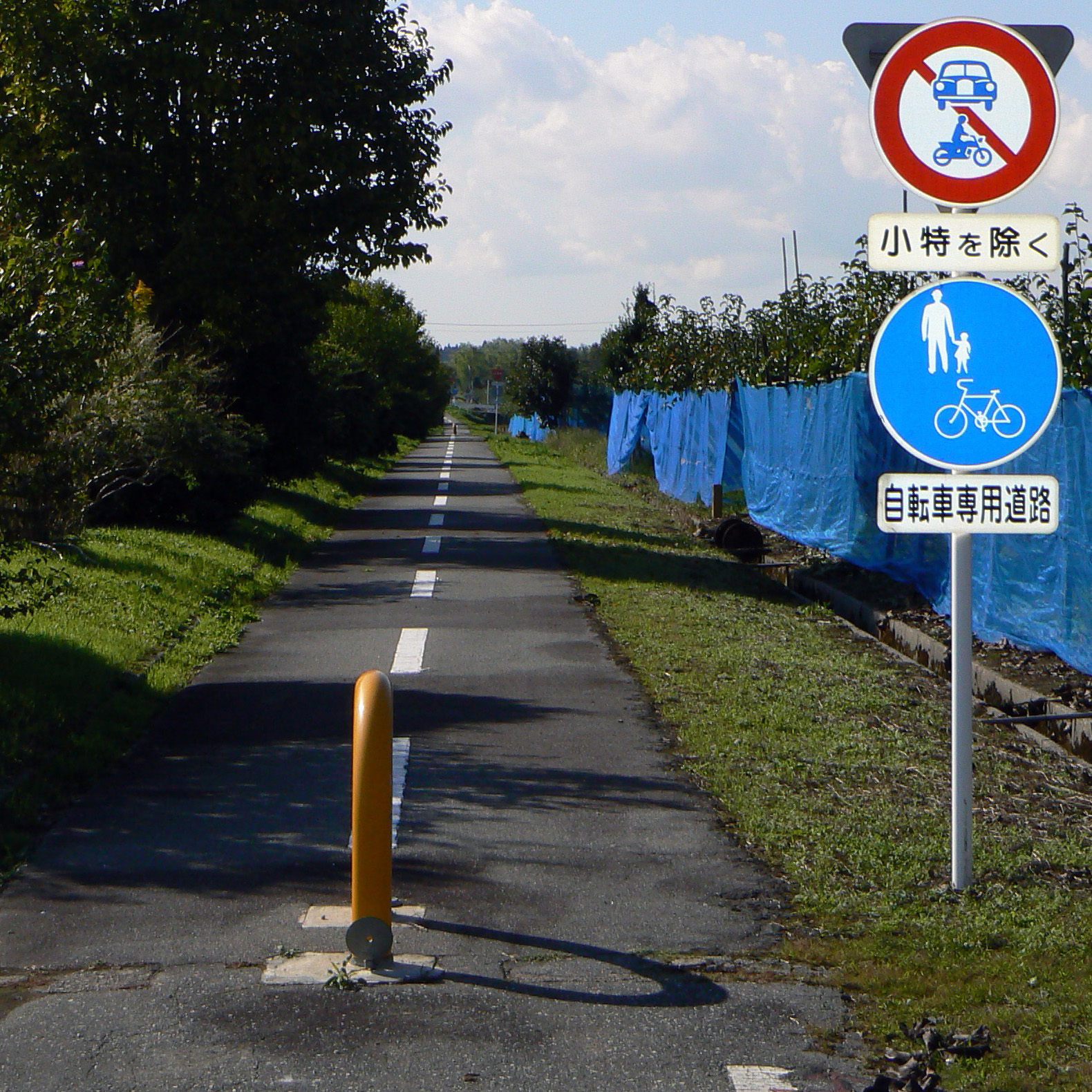
自転車歩行者専用道路。道路標識は「自転車及び歩行者専用」（325の3）であるが、「自転車専用道路」の補助標識がある。

「自転車及び歩行者専用」（325の3）の道路標識

自転車歩行者専用道路（じてんしゃほこうしゃせんようどうろ）は、自転車及び歩行者の交通のために設けられる独立した道路をいう。日本の法令では、道路法第48条の13第2項により「もつぱら自転車及び歩行者の一般交通の用に供する」として指定されたものを指し、一般には「サイクリングロード」と呼ばれることが多い。
なお、道路の一部分として道路に併設される自転車歩行者道とは異なる。それとは名称が類似し、同じ「自転車及び歩行者専用」（325の3）の道路標識が設置されるが、これは独立した専用道路である。

## 概要
自転車専用道路とあわせて自転車専用道路等とされ、「自転車道の整備等に関する法律」で「自転車道」と総称される道路の一種である。「自転車道の整備等に関する法律」第6条第1項では、道路管理者としての市町村に自転車専用道路等の設置について努力義務を課し、同第2項では河川や国有林野の管理者が協力するものとしている。スポーツやレクリエーションとしての自転車利用（サイクリング）を主な目的として、一般に河川や湖沼の沿岸、海岸、鉄道廃線跡などに、公園・景勝地・観光地などと一体として設置されることが多い。
当該道路の他の部分と構造的に分離されているものに限るとされ、未供用であることを条件としている。この場合の「部分」とは主として道路の延長（進行方向の距離）に対するものである。道路構造令第39条第1項により、幅員は4メートル以上とされている。建設省都市局長・道路局長通達「自転車道等の設計基準」により、設計速度は時速30キロメートルとされ、これを確保する設計が不経済とされる場合には、時速10キロメートルとされた。

## 自転車歩行者道との違い
自転車歩行者道は「専ら自転車及び歩行者の通行の用に供するために、縁石線又はさくその他これに類する工作物により区画して設けられる道路の部分」（道路構造令第2条第1項第3号）であり、「自動車の交通量が多い第3種又は第4種の道路には、自転車歩行者道を道路の各側に設けるものと」されている（同第10条第2項）。道路の「歩道」部分のうち自転車通行可となっているものと言ってよい。これらの箇所に設置された「自転車及び歩行者専用」（325の3）の道路標識には、「自転車歩道通行可」等の補助標識がついている場合が多い。
なお自転車通行可の歩道も「自転車道の整備等に関する法律」により自転車道の一形態として推進され、基本的にはおなじ目的で整備され国土交通省の自転車道整備統計にも含まれて掲載されてきた。

## 法令
自転車歩行者専用道路において設置される道路標識は以下である。都道府県公安委員会または方面公安委員会（以下、単に「公安委員会」）が設置する場合と、道路管理者が設置する場合がある。

自転車及び歩行者専用 (325の3)

### 公安委員会が設置した場合
- 「自転車及び歩行者専用 (325の3)」は、普通自転車以外の車両の通行を禁止する。[1]

罰則は道路交通法が適用され、かつ後述の#危険運転致死傷罪の適用対象となる場合がある。また、道路管理者による場合と比較して、普通自転車に該当しない自転車は通行止め規制対象となる。一方で、2023年（令和5年）7月1日改正施行予定の特定原付については、原則として規制対象外となる。
東京都および兵庫県では、歩行者用道路の標識に「自転車を除く」・「軽車両を除く」の補助標識を置いて、自転車歩行者専用道路を表し、自転車歩行者道とははっきりと区別している。なお、東京都では、2009年までは「自転車及び歩行者専用」の標識であった。

### 道路管理者が設置した場合
- 「自転車及び歩行者専用 (325の3)」は、自転車以外の車両の通行を禁止する（道路法第48条の15第2項）。[3]

罰則は、上記に違反している者に対する道路法第四十八条の十六による道路管理者の措置命令(道路監理員による現場の指示を含む）に違反した場合にはじめて科される。また前述の#危険運転致死傷罪の適用対象外である。
なお2023年（令和5年）7月1日改正施行予定の特定原付については、改正後の道路法施行規則に基づき、規制対象外であり通行可能である。

### 危険運転致死傷罪の適用
自動車運転死傷行為処罰法（平成25年11月27日法律第86号）の施行により、自動車・原動機付自転車を運転し、自転車歩行者専用道路の規制に故意に違反して交通事故を起こし人を死傷させた者は、危険運転致死傷罪（通行禁止道路運転）として、最長で20年以下の懲役（加重により最長30年以下）に処され、また運転免許は基礎点数45 - 62点により免許取消・欠格期間5～8年の行政処分を受ける可能性がある。
なお、2023年（令和5年）7月1日改正施行予定の特定原付については、「自転車及び歩行者専用 (325の3)」は、特定原付を車両の種類に明示して指定していない限りにおいては、原則として特定原付が対象外となるため、危険運転致死傷罪の対象外となる可能性がある。

## 歴史
1971年の道路法改正によって新たに設けられた。それ以前には自動車専用道路が規定され、自転車・自転車歩行者・歩行者のための専用道路もあり得ると考えられていたが、実際にはこの時初めて法制化された。また、サイクリング道路には、道路法上の自転車専用道路等として指定されず「施設」扱いとされたものもある。